# Холокост в Вилейском районе
Холокост в Виле́йском районе — систематическое преследование и уничтожение евреев на территории Вилейского района Минской области оккупационными властями нацистской Германии и коллаборационистами в 1941—1944 годах во время Второй мировой войны, в рамках политики «Окончательного решения еврейского вопроса» — составная часть Холокоста в Белоруссии и Катастрофы европейского еврейства.

## Геноцид евреев в районе
Вилейский район был полностью оккупирован немецкими войсками 25 июня 1941 года, и оккупация продлилась более трёх лет — до июля 1944 года. Нацисты включили Вилейский район в состав территории, административно отнесённой в состав рейхскомиссариата «Остланд» генерального округа Белорутения.
Комендатуры — полевые (фельдкомендатуры) и местные (ортскомендатуры) — обладали всей полнотой власти в районе. Конкретно власть в районе принадлежала зондерфюреру — немецкому шефу района, который подчинялся руководителю округи — гебитскомиссару. Во всех крупных деревнях района были созданы районные (волостные) управы и полицейские гарнизоны из белорусских и латышских коллаборационистов.
Для осуществления политики геноцида и проведения карательных операций сразу вслед за войсками в район прибыли карательные подразделения войск СС, айнзатцгруппы, зондеркоманды, тайная полевая полиция (ГФП), полиция безопасности и СД, жандармерия и гестапо.
Одновременно с оккупацией нацисты и их приспешники начали поголовное уничтожение евреев. «Акции» (таким эвфемизмом гитлеровцы называли организованные ими массовые убийства) повторялись множество раз во многих местах. В тех населённых пунктах, где евреев убили не сразу, их содержали в условиях гетто вплоть до полного уничтожения, используя на тяжелых и грязных принудительных работах, от чего многие узники умерли от непосильных нагрузок в условиях постоянного голода и отсутствия медицинской помощи.
В начале оккупации в 1941 году в Вилейском районе находились 20 000 евреев (включая и тех, которые были переселены из западных районов Литвы). К весне 1943 года в живых оставались около 3000 евреев, большинство из которых использовались в качестве рабской силы в армейских строительных подразделениях в Красном, а несколько десятков специалистов трудились в ряде мастерских. Вскоре были убиты и эти последние евреи. Таким образом, за время оккупации были убиты практически все евреи Вилейского района, а большинство из немногих спасшихся воевали впоследствии в партизанских отрядах.
Самые массовые убийства евреев в Вилейском районе происходили в Вилейке, Долгиново, Илье, Костеневичах, Подберезье, Сосенке, Речках, Куренце, Хотенчицах, Слободе.

## Гетто

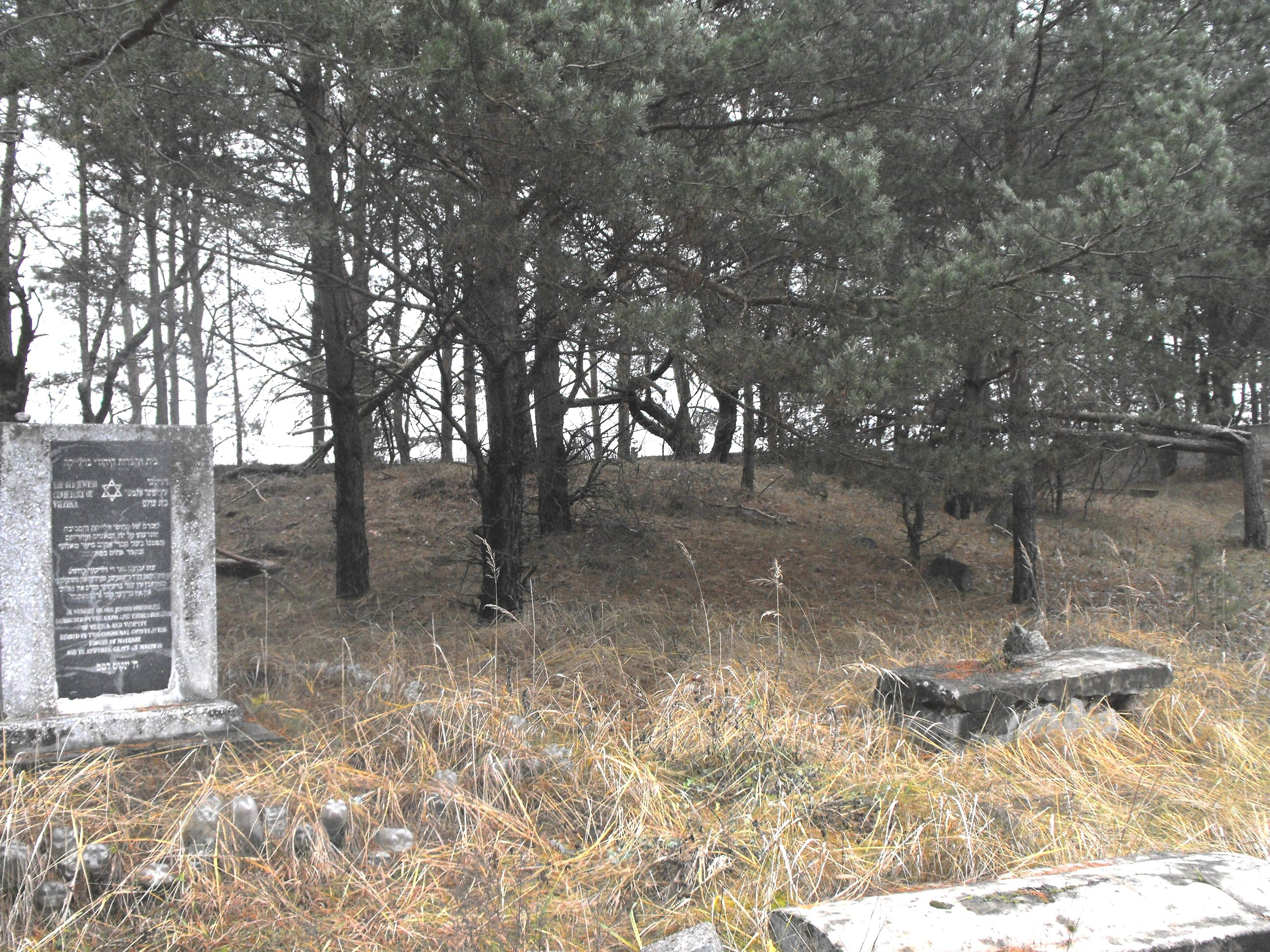
Памятник убитым евреям на еврейском кладбище Вилейки

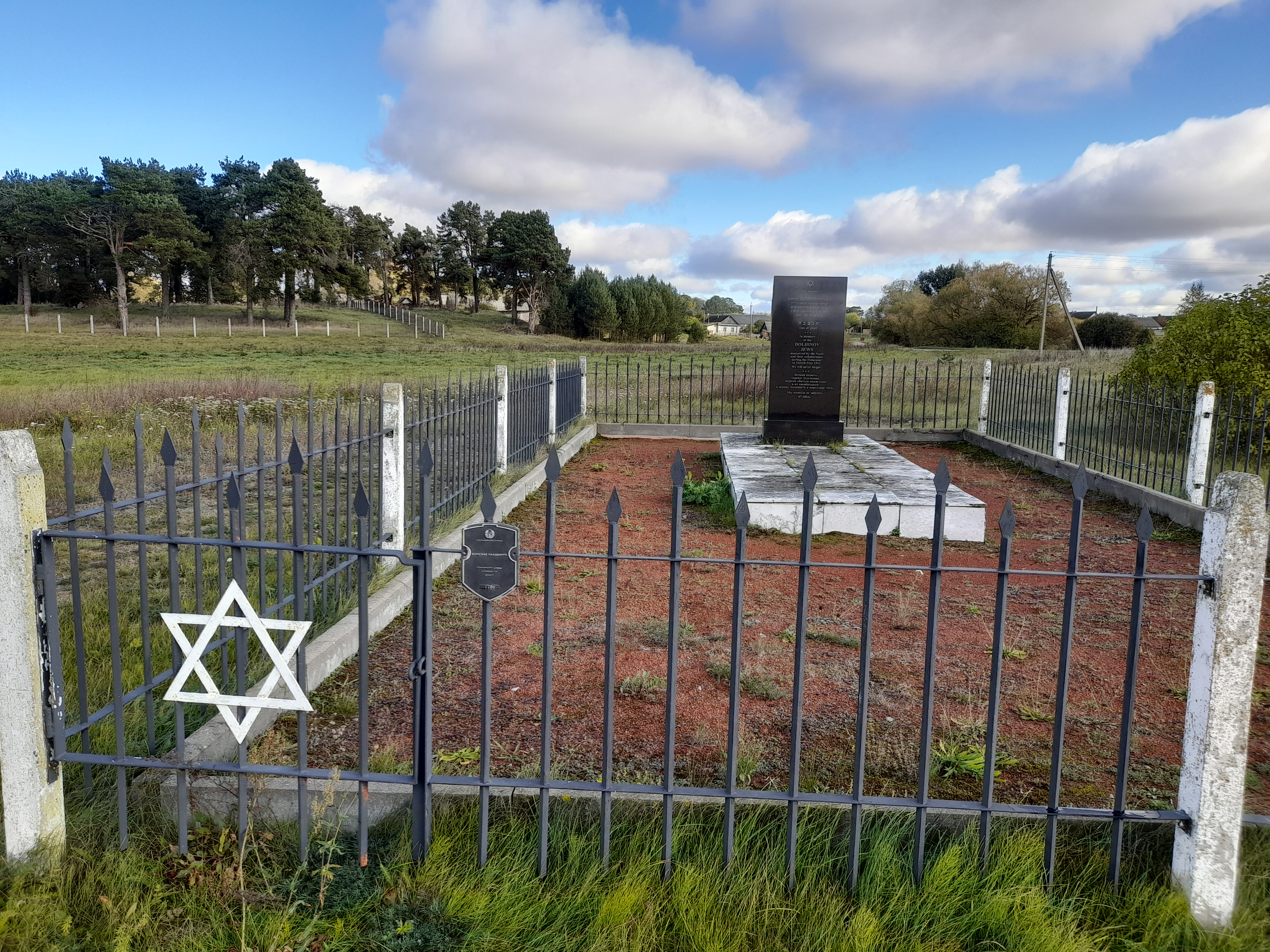
Памятник на месте убийства евреев Долгиново

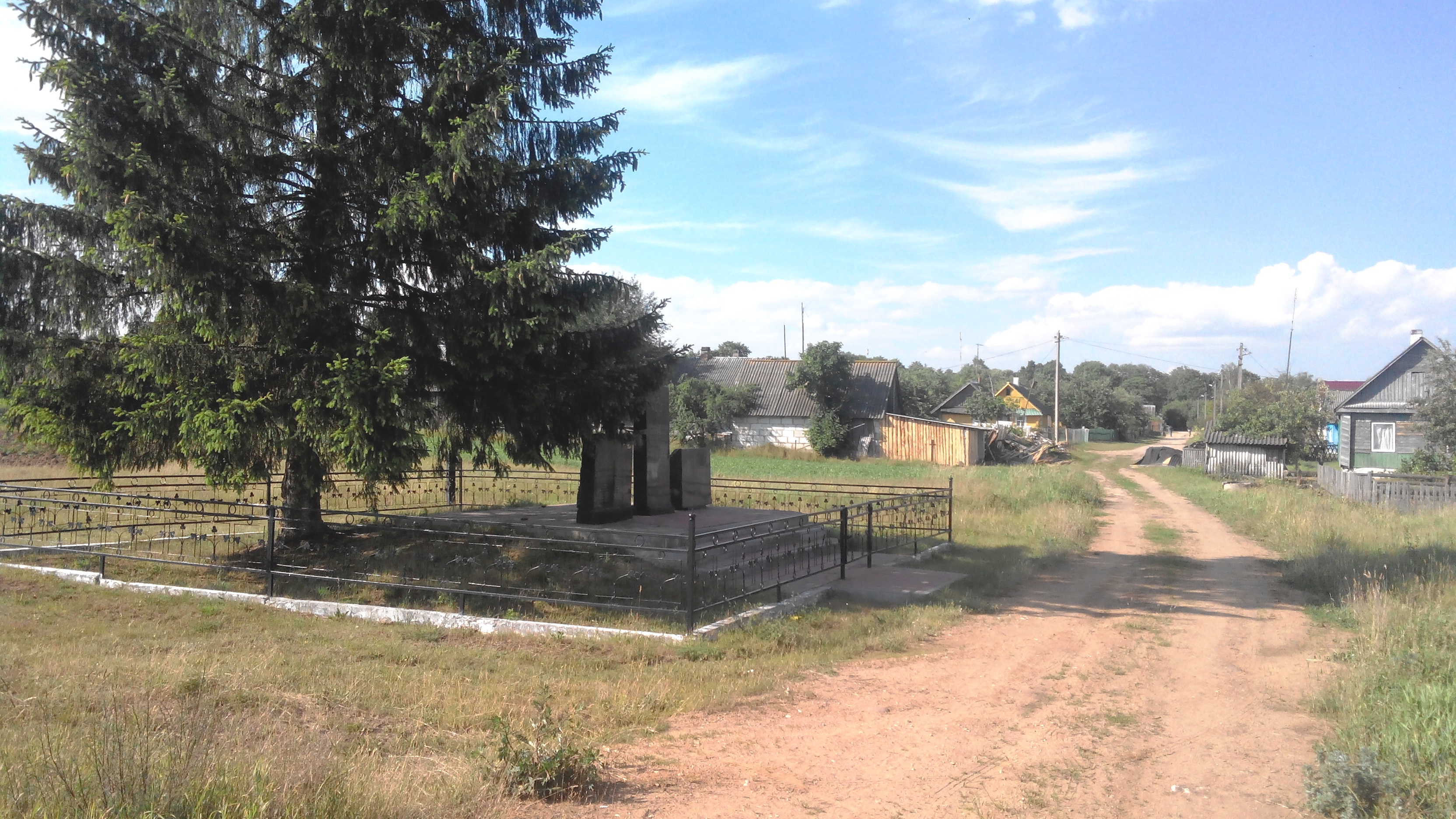
Памятник на месте расстрела евреев Ильи

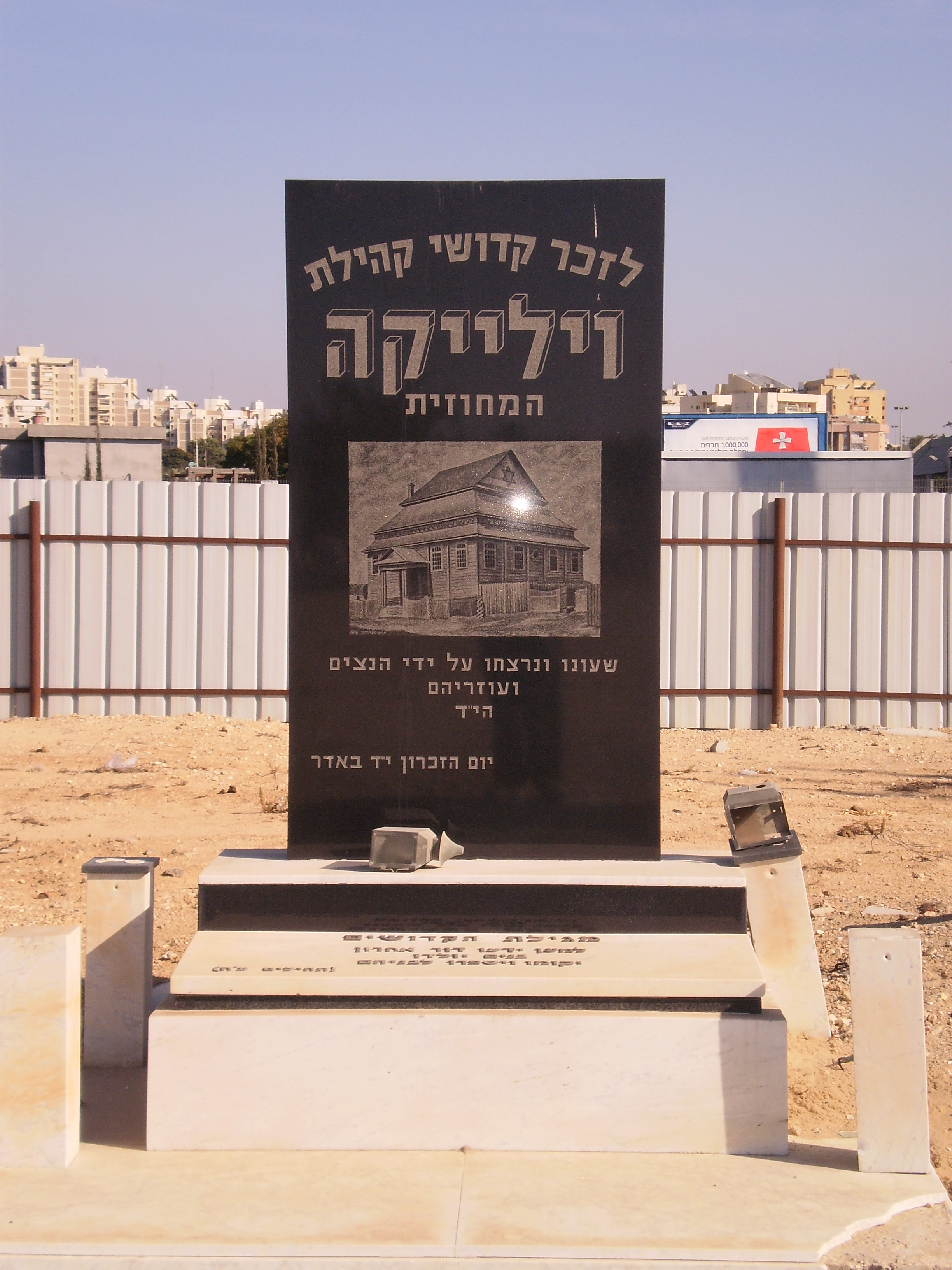
Символический памятник евреям Вилейки на мемориальном кладбище в Холоне

Немцы, реализуя нацистскую программу уничтожения евреев, создали на территории района 6 гетто.
Оккупационные власти под страхом смерти запретили евреям снимать жёлтые латы или шестиконечные звезды (опознавательные знаки на верхней одежде), выходить из гетто без специального разрешения, менять место проживания и квартиру внутри гетто, ходить по тротуарам, пользоваться общественным транспортом, находиться на территории парков и общественных мест, посещать школы.
- В гетто в Вилейке (28 июня 1941 — весна 1943) были убиты около 1500 евреев.
- В гетто в Долгиново (лето 1941 — 5 июня 1942) были убиты около 3000 евреев.
- В гетто в Илье (лето 1941 — июль 1942) были убиты около 2000 евреев.

### Вязынь
Деревня Вязынь была оккупирована немцами с июня 1941 года по июль 1944 года.
Нацисты согнали евреев деревни в гетто, которое было окончательно уничтожено летом 1942 года.
После последнего расстрела из братской могилы вылез Лазарь Сосенский и его жена Геня. В момент убийства пули попали в их детей, которых они держали на руках: в дочек Этель (3,5 лет) и Хану (1,5 года) — дети погибли, защитив своими телами родителей. Их выдал мародёр Михаил Филистович, и Сосенских расстреляли. После войны Филистовича судили, приговорили к 10 годам, но через 7 лет освободили по амнистии.
Памятника убитым евреям Вязыни нет.

### Куренец
Посёлок Куренец находился под немецкой оккупацией 3 года — с 25 июля 1941 года до 2 июля 1944 года. Евреи поселка после оккупации были помещены в гетто. Главой юденрата поставили беженца из Австрии по фамилии Шац.
14 октября 1941 года на улице Касутской были расстреляны 54 еврея, среди которых были 20 детей от 4 до 12 лет. В феврале или марте 1942 года начальник тюрьмы Ясинский командовал расстрелом 33 (32) узников гетто. Вскоре после этого приехавшая из Вилейки команда под руководством шефа СД Эгофа потребовала от евреев контрибуцию, и, не получив её, расстреляла 120 человек, в том числе и маленьких детей. 15 марта 1942 года были убиты 17 евреев, а их дома сожжены.
В 4 часа утра 9 сентября 1942 года гетто было окружено около 400 сотрудниками СД и других подразделений, прибывшими из Вилейки. Они вывели евреев на городскую базарную площадь и заставили стоять на коленях. Затем обречённых людей согнали в один из старых домов на улице Мядельской, расстреляли и сожгли тела вместе с домом. По другим данным, людей сожгли заживо. В этот день были убиты 803 (1052) человека, среди которых был и раввин А.-М. Фельдман.
В гетто действовала подпольная молодёжная сионистская организация под командованием К. Шпектора. Они выпускали листовки и установили связь с партизанами.
Опубликованы неполные списки убитых евреев Куренца.
Жертвам Холокоста в Куренце установлены два памятника (координаты 54.563323, 26.956207 и 54.550957, 26.975226).

### Хотенчицы
В местечке Хотенчицы перед войной жили несколько еврейских семей.
Гетто в местечке нацисты создали сразу после оккупации — в июле 1941 года. Центр деревни располагался на невысоком холме, от которого спускались вниз три улицы. Гетто находилось в конце одной из них, хорошо просматривалось, отчего немцы и полицаи не выставляли охраны.
Бургомистром деревни нацисты назначили владевшего немецким языком дьякона местной церкви Степана Лешкевича — бывшего офицера царской армии.
Лешкевич оказался хорошим человеком. В апреле 1942 года под предлогом угрозы срыва посевной кампании он убедил немцев перенести ликвидацию гетто на более поздний срок. Затем бургомистр предупредил евреев накануне запланированной немцами «акции» и посоветовал им скрыться, благодаря чему часть узников спаслась.
В мае 1942 года 15 еврейских семей (примерно 70 человек) решились бежать из гетто и примкнуть к партизанам. 12 евреев не решились на побег, считая, что в лесу условия для существования будут ещё хуже и что немцы не станут их убивать как нужных специалистов. В результате судьба евреев Хотенчиц сложилась так, что сбежавшим из гетто, действительно, пришлось в тяжёлых условиях прятаться до июля 1944 года — но все выжили, а оставшиеся в деревне были убиты.
После освобождения Белоруссии Лешкевича судили как немецкого пособника. Суд проходил в деревне Илья, и евреи из Хотенчиц выступали в защиту бывшего бургомистра. Евреи свидетельствовали, что Лешкевич спасал и отдельных евреев, и само гетто. Несмотря на эти показания, суд приговорил Лешкевича к расстрелу.
Опубликованы неполные списки убитых евреев Хотенчиц.

## Случаи спасения и «Праведники народов мира»
В Вилейском районе 16 человек были удостоены почётного звания «Праведник народов мира» от израильского мемориального института «Яд Вашем» «в знак глубочайшей признательности за помощь, оказанную еврейскому народу в годы Второй мировой войны»:
- Станько Андрей и Наталья — за спасение Козинца Элимелеха и его семьи в деревне Речки[30];
- Сафонов Геннадий Николаевич — за спасение Фогельман Симхи, Соломянского Файвла, Кац Брайны, Захаровой (Минковой) Анны и семьи Йохельман в деревне Илья[31][32];
- Владыко Андрей и Анастасия — за спасение Борщёвой Раисы на хуторе Сабинка, расположенном между Вилейкой и Вязынью[33];
- Гаранины Анна, Петр и Федор, Курьянович Юлиан — за спасение семьи Хевлиных в деревне Слобода[34];
- Киселёв Николай — за спасение более 200 евреев (большей частью — из Долгиново)[35];
- Марцинкевич Франтишек и Климентина — за спасение Гуревича Романа в деревне Бригидово[36];
- Волынец Сергей, Ульяна и Николай — за спасение Ястшомба Марка и его жены Розы в деревне Осиповичи[37];
- Желнерович Степан — за спасение Капелевича Якова в деревне Понятичи[38];

## Память
Памятники убитым евреям района установлены в Вилейке (три памятника), Долгиново, Илье и Куренце.
Опубликованы неполные списки убитых евреев Вилейского района.